# Talkoza
Talkoza je, tako kot azbestoza in aluminoza, poklicna bolezen pljuč. Nastane zaradi večletnega prekomernega vdihavanja  prahu magnezijevega silikata (Mg3Si4O10(OH)2), imenovanega lojevec ali talk.

## Izpostavljenost
Talkozi so izpostavljeni že delavci pri kopanju rude in mletju prahu, ker pa se prah talk zelo pogosto uporablja v različnih industrijskih panogah (v papirni, gumarski, kemični industriji, v farmaciji, kozmetiki, proizvodnji mila, itd.), so temu obolenju močno izpostavljeni tudi delavci, zaposleni v teh panogah.

## Simptomi
Simptomi pljučnih poškodb se pokažejo šele po več letih izpostavljenosti talku. Pojavi se oteženo dihanje, suh kašelj, bolečine v prsih.